# Liste der Bodendenkmäler in Heimenkirch
Auf dieser Seite sind die Bodendenkmäler in dem schwäbischen Markt Heimenkirch zusammengestellt. Diese Tabelle ist eine Teilliste der Liste der Bodendenkmäler in Bayern. Grundlage ist die Bayerische Denkmalliste, die auf Basis des Bayerischen Denkmalschutzgesetzes vom 1. Oktober 1973 erstmals erstellt wurde und seither durch das Bayerische Landesamt für Denkmalpflege geführt wird. Die folgenden Angaben ersetzen nicht die rechtsverbindliche Auskunft der Denkmalschutzbehörde.

## Bodendenkmäler in Heimenkirch
| Lage                                                                                              | Objekt | Akten-Nr.     | Bild                                               |
| ------------------------------------------------------------------------------------------------- | --- | ------------- | -------------------------------------------------- |
| Dreiheiligen 18 auf dem „Vogelbichel“ (Standort)                                                  | Schanze mittelalterlicher oder frühneuzeitlicher Zeitstellung.                                                                                      | D-7-8325-0011 |                                                    |
| Wolfertshofen (Standort)                                                                          | Burgstall Tannenfels → Mittelalterlicher Burgstall.                                                                                                 | D-7-8325-0012 |                                                    |
| Altbiesenberg Waldflur „Rotschachen“ (Standort)                                                   | Burgstall Biesenberg → Mittelalterlicher Burgstall.                                                                                                 | D-7-8325-0013 |                                                    |
| Mapprechts / Unterried Waldflur „Burgstall“ (Standort)                                            | Burgstall Mapprechts / Unterried → Mittelalterlicher Burgstall.                                                                                     | D-7-8325-0014 | weitere Bilder                                     |
| Heimenkirch Kirchplatz (Standort)                                                                 | Burgus Heimenkirch → Burgus der römischen Kaiserzeit, mittelalterliche und frühneuzeitliche Befunde im Bereich der Kath. Pfarrkirche St. Margareta. | D-7-8325-0016 | weitere Bilder                                     |
| Kappen (Standort)                                                                                 | Burgus Kappen (auch Burgus Meckatz) → Burgus der römischen Kaiserzeit.                                                                              | D-7-8325-0017 | Grundriss und Rekonstruktion Burgus Kappen/Meckatz |
| Gemeindegebiet; von Burgus Dreiheiligen über Heimenkirch bis Marktgrenze in Biesenberg (Standort) | Römerstraße Kempten–Bregenz → Straße der römischen Kaiserzeit.                                                                                      | D-7-8325-0018 |                                                    |
| Dreiheiligen Feldflur „Schloßbühl“ (Standort)                                                     | Burgus Dreiheiligen → Burgus der römischen Kaiserzeit.                                                                                              | D-7-8325-0038 | Burgus Dreiheiligen, Flur „Schloßbühl“             |
| Syrgenstein (Standort)                                                                            | Schloss Syrgenstein → Mittelalterlicher Burgstall, frühneuzeitliches Schloss.                                                                       | D-7-8325-0044 | weitere Bilder                                     |